# Galina Durmushliiska
Galina Krasteva Durmushliyska es una cantante folclórica búlgara de la región folclórica de Dobrudja. También conocida como "el ruiseñor de Dobrudja" y "la voz de Dobrudja".
Tiene una larga carrera musical que se desarrolla no solo en el ámbito nacional sino también en el internacional.
Tiene un timbre cálido y memorable.
Galina es creadora de varios grupos musicales holandeses interpretando música tradicional de Dobrudja y otros tipos de folclore búlgaro.

## Biografía
Nació el 5 de junio de 1959 en el pueblo de Vedrina . Se graduó de la escuela secundaria humanitaria en Dobrich. En 1977 Comenzó a cantar en el Conjunto de canciones y bailes populares "Dobrudja", y posteriormente se convirtió en su solista. 
Más tarde, junto con Milanka Yordanova y Nelka Petkova, cantaron en el trío "Dobrudzhanka". Galina Durmushliyska es una de las cantantes populares más famosas de Bulgaria y una de las cantantes de Dobrudja más queridas.
Tras su salida del Conjunto nacional de música y bailes de Dobrich, comenzó su larga carrera independiente, en la que cosechó numerosos éxitos. Ha sido embajador de Dobrudja y el folclore búlgaro en Europa occidental durante años.
Vive en la ciudad de Kotel y se dedica al etnoturismo que compagina con su carrera musical
En 2007, recibió el título de Ciudadana de Honor de la ciudad de Dobrich.